# (3045) Alois
(3045) Alois (1984 AW) – planetoida z pasa głównego asteroid okrążająca Słońce w ciągu 5,54 lat w średniej odległości 3,13 j.a. Odkryta 8 stycznia 1984 roku.